# Low frequency oscillation

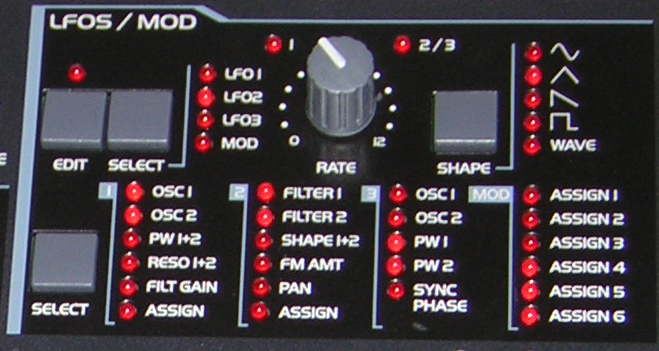
Consola con LFO indicado.

El término low frequency oscillation o LFO (traducido como "oscilación de baja frecuencia") se refiere a una señal de audio normalmente por debajo de 20 Hz que crea un ritmo palpitante en vez de un tono audible. LFO se suele referir al efecto de sonido específicamente utilizada en la producción de música electrónica. La abreviatura LFO es ampliamente utilizada para referirse a los aparatos conocidos como low-frequency oscillators (traducido como "osciladores de baja frecuencia"), que producen los efectos explicados en este artículo.

## Historia
La oscilación de baja frecuencia es un concepto que apareció por primera vez junto a los sintetizadores modulares de los años 60 y 70. Normalmente, el efecto LFO era fruto de la casualidad, debido a la ingente cantidad de configuraciones que podía llegar a aplicar el operador del sintetizador. Desde entonces, los LFOs han aparecido siempre en prácticamente cualquier sintetizador. Los instrumentos electrónicos más recientes, como el sampler o los sintetizadores de software, también incluyen LFO para aumentar las posibilidades de alteración del sonido.

## Características
Los circuitos primarios del oscilador de un sintetizador son utilizados para crear las señales de audio. Un LFO es un oscilador secundario que opera a una frecuencia significativamente inferior (de ahí su nombre), típicamente alrededor o por debajo del límite del oído humano (que está aproximadamente en unos 20 Hz). Esta señal de baja frecuencia o de control es utilizada para modular la señal de sonido, cambiándola sin introducir ninguna otra fuente de sonido. Como un oscilador estándar, esto suele tomar la forma de una onda de sonido periódica, de forma sinusoide, de sierra, triangular o como una onda cuadrada. También al igual que un oscilador estándar, los LFOs pueden incorporar cualquier tipo de onda de sonido, incluyendo tablas de sonido definidas por el usuario, ondas rectificadas y señales aleatorias.
La utilización de un oscilador de baja frecuencia como medio para modular otra señal introduce una serie de complejidades en el sonido resultante que hacen que se pueda lograr multitud de efectos. El resultado específico varía tremendamente dependiendo del tipo de modulación, la frecuencia relativa de la señal LFO y la señal que sea modulada.

## Uso en la cultura popular
El grupo de música electrónica LFO toma su nombre directamente de este concepto.